# Hatzerim
Hatzerim ( em hebraico: חֲצֵרִים  , lit. Farmyards) é um kibutz localizado a 8 quilômetros a oeste de Bersebá, no deserto de Neguev, em Israel. Recebeu o nome da Bíblia (Deuteronômio 2:23), que menciona um local próximo: "aos aveus que viviam em fazendas até Gaza". Em 2022 tinha uma população de 864.

## História

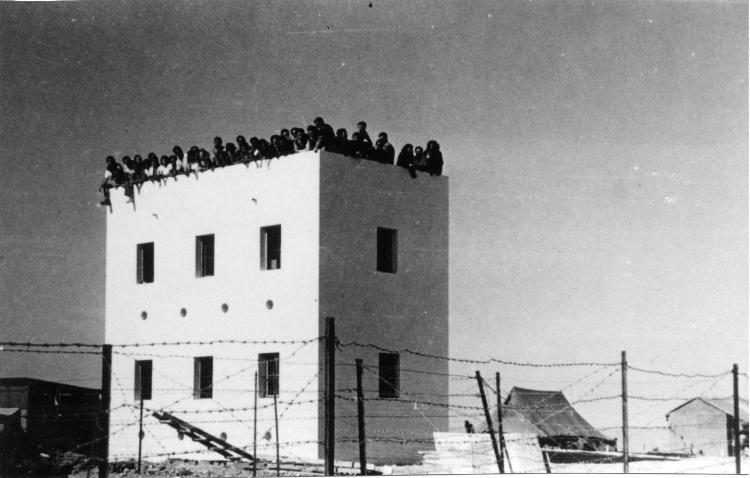
Hatzerim em 1947

A comunidade foi fundada em outubro de 1946 por um grupo de jovens escoteiros aos quais mais tarde se juntaram aos refugiados judeus-poloneses da União Soviética ; eles chegaram a Israel pelo Irã com o Exército Polonês, conhecidos como "Os Filhos de Teerã" ("Dzieci Teheranu" em polonês). Eles então tornaram-se parte das forças terrestres de Haganá.

## Economia

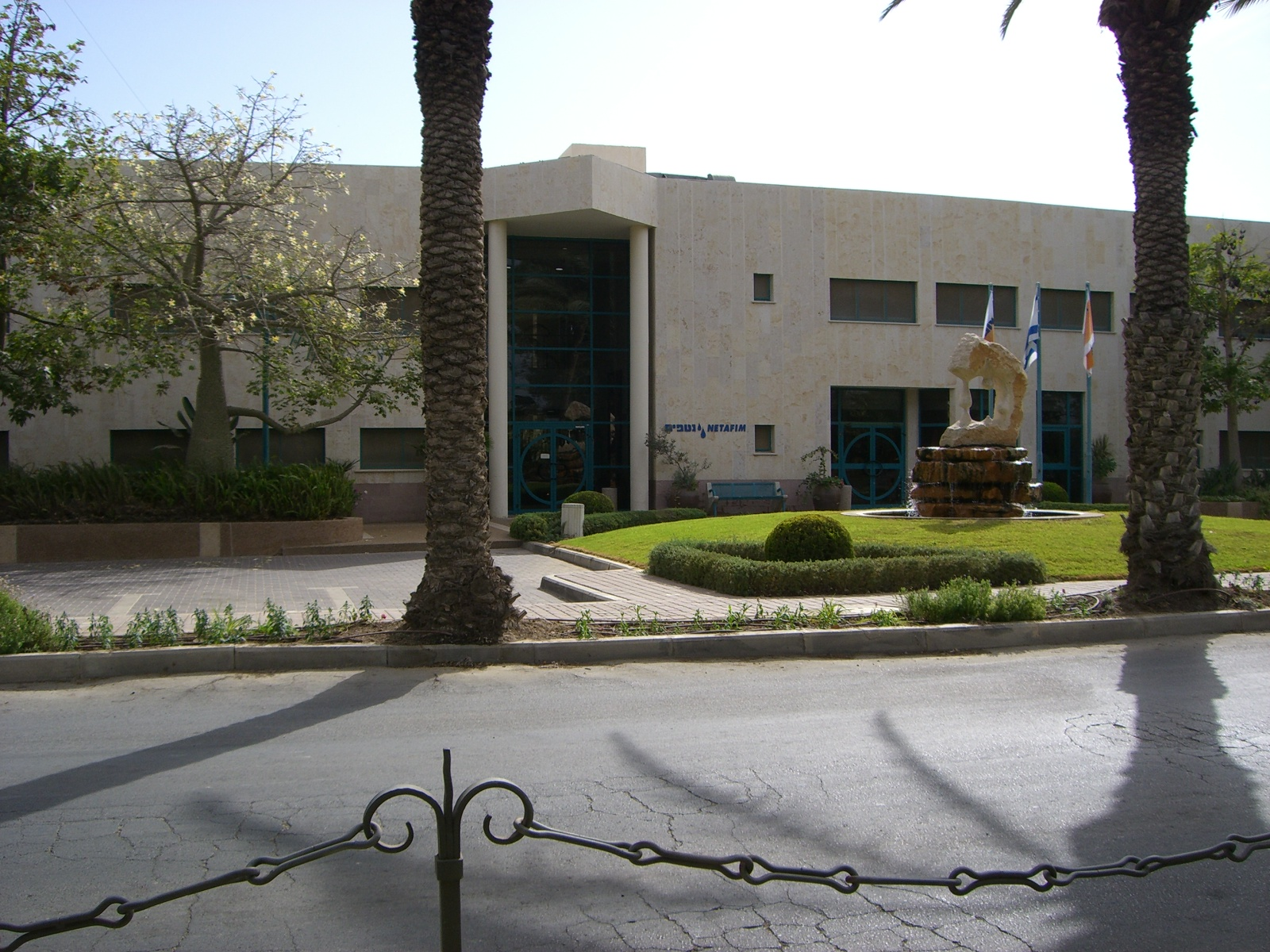
Escritórios da Netafim em Hatzerim

O kibutz possui escritórios da empresa israelense Netafim fabricante e distribuidora sistemas de irrigação. A empresa logo se tornou líder mundial em seu campo como uma corporação multinacional que fatura mais de US$ 300 milhões por ano. Hatzerim também produz óleo de jojoba.